# دايفيد أ. موس
دايفيد أ. موس (بالإنجليزية: David A. Moss)‏ هو اقتصادي أمريكي، ولد في 23 أكتوبر 1943.